# Dmitrij Szadrin
Dmitrij Nikołajewicz Szadrin (ros. Дмитрий Николаевич Шадрин; ur. 1906, zm. 1994) – Rosjanin, generał major, funkcjonariusz radzieckiego kontrwywiadu.

## Życiorys
Pochodził z rodziny chłopskiej. Pod koniec lat dwudziestych wstąpił do Wszechzwiązkowego Leninowskiego Komunistycznego Związku Młodzieży, a od 1930 został członkiem WKP(b).
W 1928 ukończył szkołę pułkową wojsk OGPU, w styczniu 1929 kurs w dywizji specjalnego przeznaczenia przy Kolegium OGPU. Następnie do 1932 był dowódcą oddziału w jednym z pułków tej dywizji i zastępcą pełnomocnika Oddziału w Zarządzie Ekonomicznym przy Zjednoczonym Państwowym Zarządzie Politycznym, przez następne 2 lata (do 1934) sprawował to samo stanowisko lecz w Wydziale Specjalnym (ros. OO osobyj otdieł) - odpowiedzialny za kontrwywiad wojskowy), później w Oddziale I Wydziału Specjalnego OGPU ZSRR. 
W 1939 Szadrin ukończył Wojskową Akademię Mechanizacji i Motoryzacji.
3 lipca 1939 zastąpił na stanowisku szefa Wydziału 3 Specjalnego (odpowiedzialnego za przeszukania, aresztowania i obserwacje) Aleksandra Paniuszkina, późniejszego szefa wywiadu zagranicznego MSW/KGB. Stanowisko to sprawował do 26 lutego 1941 roku, czyli do czasu reorganizacji NKWD, która polegała na wyodrębnieniu pionu bezpieczeństwa - Głównego Zarządu Bezpieczeństwa Państwowego i przemianowania go na odrębny Ludowy Komisariat Bezpieczeństwa Państwowego (NKGB). Szadrin został szefem Wydziału 3 tej instytucji (odpowiednika dawnego Wydziału 3 Specjalnego w NKWD). 
Miesiąc po napaści III Rzeszy na ZSRR w radzieckich organach bezpieczeństwa nastąpiła kolejna reorganizacja. NKGB zostało zlikwidowane, jego piony wywiadu kontrwywiadu i policji politycznej zostały z powrotem włączone do NKWD. Od 26 kwietnia do 31 lipca 1941 Szadrin był zastępcą szefa Wydziału 1 NKGB (ochrona władz partii i państwa), od 22 lipca 1941 do 17 maja 1943 zastępcą szefa Wydziału 1 NKWD.
Następnie w latach 1943–1946 był ponownie zastępcą szefa Zarządu 6 NKGB (ochrona kierownictwa partii i rządu), a po reorganizacji w 1946 Ministerstwa Bezpieczeństwa Państwowego ZSRR. 
9 lipca 1945 został mianowany generałem majorem.
Po utworzeniu Ministerstwa Bezpieczeństwa Państwowego ochroną partii i rządu zajmowały się dwa odrębne zarządy, Zarząd Ochrony Nr 1 (odpowiedzialny za bezpieczeństwo Józefa Stalina, jego osobista ochrona, ochrona Kremlowskiego gabinetu i daczy w Kuncewie) i Zarząd Ochrony Nr 2 (ochrona pozostałych członków kierownictwa partii i rządu). Od kwietnia do końca grudnia 1946 Szadrin był zastępcą szefa, następnie szefem Zarządu Ochrony Nr 2.
Pod koniec grudnia 1946 roku w MBP przeprowadzono reorganizację. W jej wyniku piony Ministerstwa Bezpieczeństwa Państwowego odpowiedzialne za ochronę kierownictwa partii i rządu czyli Zarządy Ochrony Nr 1 i 2 oraz Zarząd Komendanta Moskiewskiego Kremla zostały połączone w jeden pion o nazwie Główny Zarząd Ochrony MBP ZSRR (ros. skr. GUO MGB SSSR), którego szefem został Dmitrij Szadrin. (Inne źródła podają, że szefem Głównego Zarządu Ochrony MBP był cały czas Nikołaj Własik).
Pod koniec 1949 został oddany do dyspozycji ówczesnego ministra b.p Wiktora Abakumowa, czyli pozostawał w dyspozycji Zarządu Kadr MBP, jeszcze przed końcem tego roku został wysłany do Kujbyszewa na stanowisko zastępcy szefa Zarządu Bezpieczeństwa Państwowego (ros. skr. UMGB) tamtejszego regionu gdzie pozostał prawie do końca lat 50.
W 1958 został przeniesiony do rezerwy. Zmarł w 1994.

## Odznaczenia
- Order Czerwonego Sztandaru
- Order Wojny Ojczyźnianej I klasy (24 lutego 1945)
- Order Czerwonej Gwiazdy (dwukrotnie - 26 kwietnia 1940 i 3 listopada 1944)
- Order „Znak Honoru” (20 września 1943)
- Medal „Za zwycięstwo nad Niemcami w Wielkiej Wojnie Ojczyźnianej 1941–1945”
- Medal jubileuszowy „30 lat Armii Radzieckiej i Floty”
- Odznaka "Zasłużony Funkcjonariusz NKWD" (4 lutego 1942)